# Stand-in Attack Weapon
Stand-in Attack Weapon (SiAW) – amerykańska rakieta typu powietrze–powierzchnia, przeznaczona do niszczenia silnie bronionych celów naziemnych wrażliwych czasowo, mogących szybko zmieniać swoje położenie.

## Historia
Realizowany od 2022 roku projekt, ma celu stworzenie rakiety powietrze-ziemia, mogącej skutecznie razić silnie bronione cele, mogące w krótkim czasie zmienić swoją pozycje. Zalicza się do nich wyrzutnie pocisków balistycznych i manewrujących, elementy systemów obrony powietrznej, między innymi wyrzutnie rakiet przeciwlotniczych, stanowiska dowodzenia. Celów, które dzięki zmianie swojego położenia, mogą skutecznie wyjść z zasięgu rażenia bomb szybujących lub poddźwiękowych pocisków manewrujących. Aby osiągnąć zakładaną skuteczność, SiAW ma charakteryzować się wysoką prędkością naddźwiękową, jednakże okupioną mniejszym zasięgiem niż np. pociski manewrujące. Konsekwencją takie stanu rzeczy, aby skutecznie porazić cel ataku, samolot nosiciel rakiety SiAW będzie zmuszony wejść w zasięg rażenia nieprzyjacielskiej obrony przeciwlotniczej. Tym samym, nosicielami pocisków, w pierwszej kolejności będą konstrukcje wykonane w technologii stealth. 
We wrześniu 2024 roku kontrakt na budowę i wykonanie wymaganych testów otrzymała firma Northrop Grumman. Aby przyspieszyć prowadzone prace, wykorzystano komponenty pocisku przeciwradarowego AGM-88G AARGM-ER. Dedykowanie nowej konstrukcji samolotom stealth, które w misjach narażających je na oddziaływanie ze strony nieprzyjacielskiej obrony przeciwlotniczej, przenoszą swoje uzbrojenie w zamykanych komorach wewnątrz kadłuba, wymusza na projektantach zachowanie odpowiednich rozmiarów pocisku. 7 listopada 2024 roku wykonano pierwszy zrzut makiety gabarytowo-masowej rakiety SiAW z samolotu General Dynamics F-16 Fighting Falcon. Celem testu był sprawdzenie, na ile poprawny jest etap oddzielenia się pocisku od samolotu nosiciela. 18 listopada producent poinformował w wybudowaniu i przekazaniu pierwszej rakiety SiAW United States Air Force. Testowy pocisk posłuży do integracji rakiety z samolotem Lockheed Martin F-35 Lightning II. Wstępne plany zakładają osiągnięcie wstępnej gotowości operacyjnej na 2026 rok. Na bazie rozwijanej konstrukcji, producent zamierza wybudować pocisk AReS (Advanced Reactive Strike), przeznaczony do wystrzeliwania z wyrzutni naziemnych i atakowania celów lądowych i morskich.